# اکبرپور، امبدکار نگار
اکبرپور، امبدکار نگار (به انگلیسی: Akbarpur, Ambedkar Nagar) یک شهر در هند است که در اوتار پرادش واقع شده‌است.

## خصوصیات
اکبرپور ۱۱۱٬۵۹۴ نفر جمعیت دارد و ۱۳۳ متر بالاتر از سطح دریا واقع شده‌است.